# 单窝虎耳草
单窝虎耳草（学名：Saxifraga subsessiliflora）为虎耳草科虎耳草属下的一个种。

## 扩展阅读
- 維基物種上的相關：单窝虎耳草